# مغارم (روستا)
 مغارم  به عربی ( ألَمغارم )، روستایی است در دهستان کُسْمة از توابع استان رَیمه در کشور یمن در شبه جزیره عربستان. 

## جمعیت
جمعیت آن ( ۶۵ ) نفر (۸ خانوار) می‌باشد.